# Schloss Oberstetten
Schloss Oberstetten, auch Burg der Herren von Seckendorff, ist ein abgegangenes Schloss auf der Gemarkung von Oberstetten, einem Stadtteil von Niederstetten im Main-Tauber-Kreis in Baden-Württemberg. Das Schloss wurde im 13. Jahrhundert urkundlich erwähnt. Es war einst im Besitz von Ortsadel und Heinrich von Seckendorff. Im Jahre 1441 wurde das Schloss zerstört.